# New Wave (festival)
New Wave (Russisch: Новая волна, Lets: Jaunais Vilnis) is een zesdaags muziekfestival voor nieuwe jonge zangtalenten vooral uit voormalige Sovjetlanden.

## Geschiedenis
New Wave werd bedacht in 2002 door de Russische componist Igor Kroetoj en de Letse pianist en componist Raimond Pauls. Het was eerst bedoeld als zangwedstrijd voor jonge talenten uit heel Europa, maar sloeg niet aan in West-Europa, terwijl het in de landen uit de voormalige Sovjet-Unie uitermate populair werd. Het team werd al snel na de oprichting van het festival versterkt door de Russische zangeres Alla Poegatsjova, die veel belangstelling naar het festival trok. Na deelname of winst van New Wave werden veel van de deelnemers grote sterren in de Russische en Oost-Europese muziekindustrie. 
Van 2002 tot 2014 werd New Wave gehouden in Jūrmala, Letland. In dat jaar werden echter vanwege de Russische annexatie van de Krim aan verschillende Russische artiesten inreisvisa geweigerd. Vanaf 2015 wordt het daarom in Sotsji, Rusland gehouden.

## Format
Het festival bestaat uit zes dagen: drie wedstrijddagen voor de jonge zangtalenten, twee dagen met speciale evenementen en een afsluitingsdag waarop ook de winnaar van het festival bekend wordt gemaakt. Elke dag moet een artiest, groep of duo een liedje zingen dat dan door de jury wordt beoordeeld en geeft punten (1-10, waarin 1 het slechtst is en 10 het best). Uiteindelijk worden de punten bij elkaar opgeteld en de persoon met de meeste punten wint het festival. Tijdens de zes dagen worden ook veel optredens gegeven door veel bekende artiesten uit de landen die meedoen. 
Er wordt ook elk jaar een kinderversie georganiseerd, dat sinds 2010 plaatsvindt in het Artek complex in Jalta.

## Winnaars
| Jaar | Land                         | Deelnemer                      |
| ---- | ---------------------------- | ------------------------------ |
| 2002 | Rusland                      | Smash!!                        |
| 2003 | Rusland                      | Anastasia Stotskaja            |
| 2004 | Letland                      | Cosmos                         |
| 2005 | Letland                      | Intars Busulis                 |
| 2006 | Verenigde Staten             | Angelina La Rose               |
| 2007 | Moldavië                     | Natalia Gordienko              |
| 2010 | Armenië                      | Sona Sjachgeldjan              |
| 2008 | Georgië                      | Duo Georgia                    |
| 2009 | Indonesië Oekraïne           | Sandhy Sondoro Jamala          |
| 2011 | Verenigde Staten             | Jayden Felder                  |
| 2012 | Rusland                      | Niloo                          |
| 2013 | Cuba                         | Roberto Kel Torres             |
| 2014 | Georgië                      | Noetsa Boezaladze              |
| 2015 | Kroatië                      | Damir Kedžo                    |
| 2016 | Kroatië Italië               | Dino Walter Ricci              |
| 2017 | Armenië Oezbekistan Moldavië | Erna Mir Sandor Milano DoReDos |

## Bekende deelnemers die niet wonnen
- Dima Bilan, vierde in 2002
- Nelly Ciobanu, tweede in 2003
- Emma Bejanian, veertiende in 2003
- Tina Karol, tweede in 2005
- Polina Gagarina, derde in 2005
- Sopho Nizjaradze, gedeeld zesde in 2005
- Sopho Chalvasji, derde in 2006
- Polina Smolova, vijfde in 2007
- Mihai Trăistariu, twaalfde in 2007
- Njoesja, zevende in 2008
- Mika Newton, twaalfde in 2008
- Aija Andrejeva, vierde in 2009
- Litesound, zesde in 2010
- PeR, elfde in 2010
- Uzari, tiende in 2011
- Donny Montell, elfde in 2011
- Maria Jaremtsjoek, derde in 2012
- Viktoria Petryk, tweede in 2014